# إغناطيوس ميخائيل الثالث جروة
إغناطيوس ميخائيل الثالث جروة (1731–1800) كان بطريرك أنطاكية رقم 111 وبطريرك الكنيسة السريانية الكاثوليكية من 1783 إلى 1800.
في عام 1757 تحول إغناطيوس جروة إلى الكاثوليكية وأخذ معه عددًا كبيرًا من رعاياه.

## النشأة

### أسقف حلب
ولد ميخائيل جاروة في 3 كانون الثاني (يناير) 1731 في حلب. أمضى بعض الوقت شماسًا في الرها، وفي عام 1757 عين كاهنًا على يد أسقف حلب السوري، جورج فتال، الذي عينه أيضًا وكيلًا لكنيسة حلب. :171وتميز بخطبه واهتمامه بالفقراء.
في تلك السنوات، تواصل ميخائيل مع رئيس أساقفة حلب الملكيين إغناطيوس كربوسي. كان أيضًا على علاقة جيدة مع المبشرين اليسوعيين، الذين كانوا يحترمون التقاليد الشرقية، بينما كان دائمًا يواجه صعوبات مع المبشرين الفرنسيسكان، الذين كانوا أكثر ميلًا إلى طلب اللاتينية. في نوفمبر 1757، قام ميخائيل برحلة حج إلى القدس ومنذ ذلك الوقت كان كاثوليكيًا.
وبعد سنوات قليلة قرر ميخائيل جاروة زيارة بطريرك السريان إغناطيوس جورج الثالث في آميد ليشرح له إيمانه بالاتحاد مع روما. ولم ينجح في إقناع البطريرك بالدخول في شركة مع الكنيسة الكاثوليكية، لكن ميخائيل أثار إعجاب البطريرك كثيرًا لدرجة أنه قام بتعيينه أسقفًا على حلب، وتم تكريسه في كنيسة السيدة العذراء في آمد في 23 شباط 1766 من قبل الكنيسة الكاثوليكية. البطريرك نفسه. :174
وبعد فترة قصيرة من عودة ميخائيل جروة إلى حلب، توفي البطريرك، وكان البطريرك الجديد إغناطيوس جورج الرابع معارضاً بشدة لأي علاقات مع الكنيسة الكاثوليكية. استدعى ميخائيل لزيارته برسالة مؤرخة في 5 يناير 1769. وهكذا وصل ميخائيل إلى مقر البطريرك، دير الزعفران، حيث حاول إقناع البطريرك بإيمانه، ولم تكن النتيجة سوى سجنه أربع سنوات في الدير. في عام 1772، بينما كان ميخائيل محتجزًا بالقوة في الدير، استنكر البطريرك وسجن مؤيدين آخرين للكاثوليك في حلب. :176ولم تطلق السلطات العثمانية سراحهم إلا بعد دفع فدية كبيرة. في أوائل عام 1773، اجتمع هؤلاء المؤمنون في كنيسة السيدة العذراء بحلب وكتبوا رسالة إلى روما يطلبون فيها الشركة.
ولم يهرب ميخائيل جاروة من دير الزعفران إلا بعد عام واحد، وفي 8 كانون الأول (ديسمبر) 1774 وصل إلى رعيته في حلب. في 16 كانون الأول (ديسمبر) 1774، أعلن ميخائيل إيمانه أمام رئيس أساقفة الملكيين كربوسي وكتب إلى روما. بسبب بعض التقارير المتعارضة لكل من المبشرين الفرنسيسكان والمندوب الكاثوليكي للسوريين جوزيف قدسي، استغرقت روما بعض الوقت لاتخاذ قرار لصالح ميخائيل، ولكن في 23 يونيو 1775، اعترف البابا بيوس السادس بميخائيل باعتباره كاثوليكيًا حقيقيًا و بصفته أسقفًا على حلب.
في حلب، ظل ميخائيل هدفًا لهجمات التقليديين، الذين كان لهم أيضًا سلطة مدنية عليه وفقًا للقانون العثماني، وكان عليه الهروب إلى قبرص ثم إلى مصر لاحقًا. وبعد عودته إلى حلب، واصل بنجاح إقناع الأساقفة والمؤمنين بفكرته حول الشركة الكاملة مع الكنيسة الكاثوليكية.

## المناصب

### بطريرك
في 21 تموز 1781 توفي البطريرك جورج الرابع، واجتمع الأساقفة ورجال الدين والعلمانيين في دير الزعفران وانتخبوا أغناطيوس ميخائيل الثالث جروة بطريركاً؛ ولم يقبل إلا بعد قراءة وإقرار إعلان الإيمان الكاثوليكي في كنيسة الأربعين شهيداً في ماردين. تم تنصيبه في دير مار حنانيو في 22 يناير 1783 واتخذ الاسم التقليدي إغناطيوس الثالث. أكد البابا انتخابه في 14 سبتمبر 1783، وحصل على الباليوم، علامة السلطة البطريركية، في 15 ديسمبر من نفس العام. ومرة أخرى أصبح للكنيسة السريانية الكاثوليكية بطريرك.بعد أن افتقرت إلى بطريرك منذ وفاة إغناطيوس غريغوريوس بطرس السادس شهبادين عام 1702.
عارض اثنان من الأساقفة السريان انتخابه: وبعد يومين من تنصيب ميخائيل على العرش أخذوا أموال الدير وقدموها لمجموعة من الأكراد مقابل تنفيذ هجوم على ماردين. بعد أن هاجموا ماردين، :390أحدث الهجوم وفيات: نجا منه إغناطيوس. وفي هذه الأثناء عيّن مار متى بن عبد الأحد صعب، أسقف الموصل (أحد هذين الأسقفين السريان الأرثوذكس)، أربعة من رهبانه أسقفًا :391من أجل إجراء انتخابات ثانية وبذلك تم انتخابه بطريركاً للسريان الأرثوذكس. أوصل مبعوث ميخائيل هذا الخبر إلى إسطنبول، وحصل على موافقة رسمية من السلطات العثمانية، وبذلك أصبح ميخائيل خارجًا عن القانون وسُجن. وبعد دفع الفدية، انتقل مايكل إلى بغداد في انتظار الاستئناف، ثم هرب بعد ذلك من بغداد متنكراً بزي بدوي. :396وصل إلى لبنان وقد فقد كل شيء، فعاش في أنقاض دير كسروان.
بمساعدة الموارنة، وببعض الأموال التي جمعها في أوروبا، اشترى ميخائيل جروة في 22 أيلول 1786، :222دير الشرفة في جبل لبنان الذي كرّسه لسيدة النجاة. استخدم هذا الدير كمدرسة لتعليم الكهنة الجدد وتم إنشاء مكتبة كبيرة. وفي 19 أيلول سنة 1791، انتقل الكرسي البطريركي من ماردين إلى الشرفية؛ ولا يزال يستخدم كمقر صيفي لبطريرك السريان الكاثوليك. لقد منح لبنان بعض الأمان، لكن غالبية المؤمنين عاشوا بعيدًا، خاصة في مناطق حلب والموصل.